# Carner cendrós
El carner cendrós (Lyophyllum fumosum), també anomenat flota de bruc cendrosa, és un fong del grup de les flotes carneres, pertanyent a la família de les liofil·làcies.

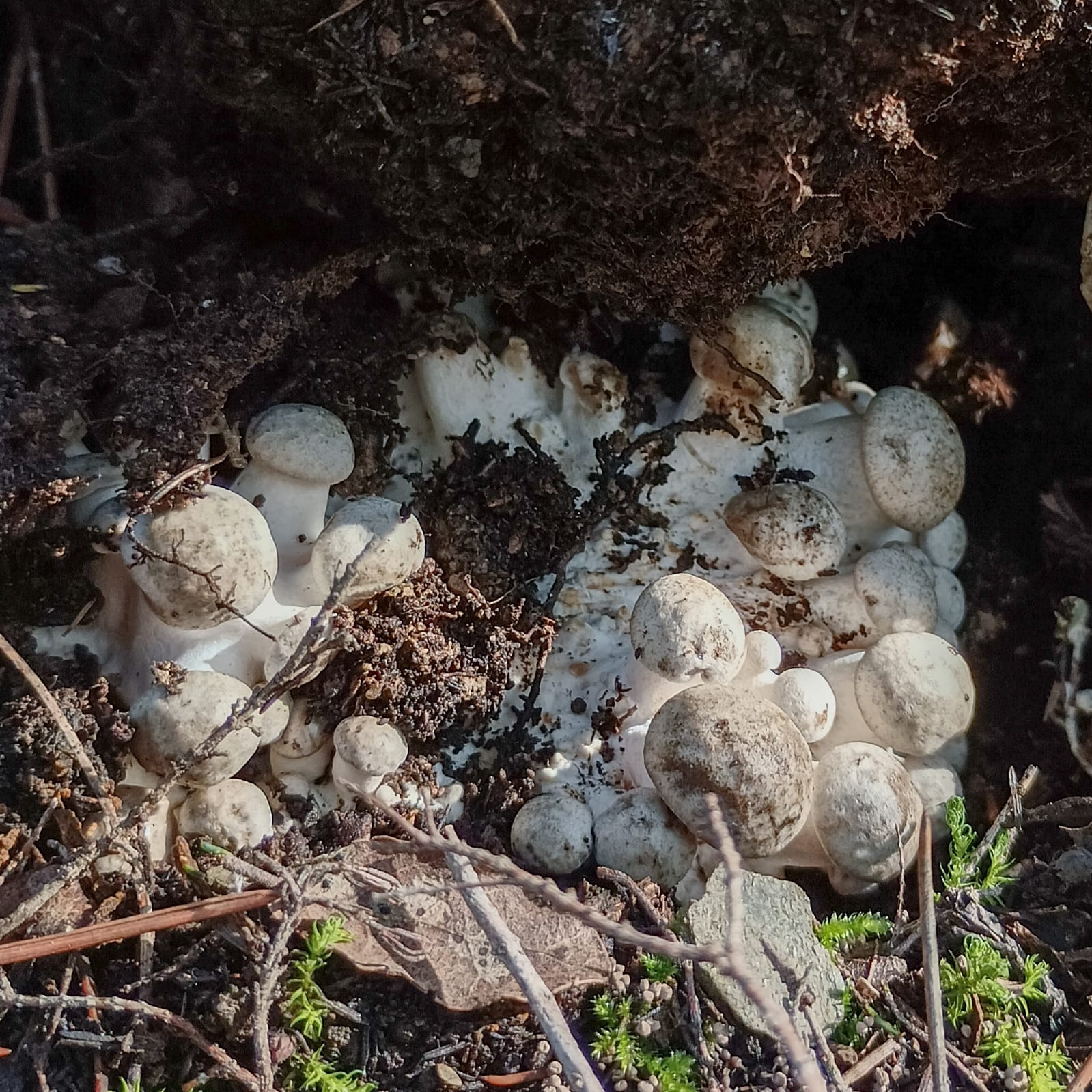
Carner cendrós (Lyophyllum fumosum) naixent del carnús (la massa carnosa soterrada)

## Taxonomia
Va ser descrit per primera vegada com Agaricus fumosus per Christiaan Hendrik Persoon. E.M.Fries sancionà la cita l'any 1821.
Peter D. Orton (1960) la va transferir al gènere Lyophyllum.

Alguns autors inclouen aquesta espècie com a sinònim de Lyophyllum decastes (Fr.) Singer. Els resultats d'anàlisis filogenètiques confirmen la identitat de L. fumosum i situen l'espècie, juntament amb el  honshimeji o carner de pi japonès (L. shimeji), en la secció Difformia (Clade a),

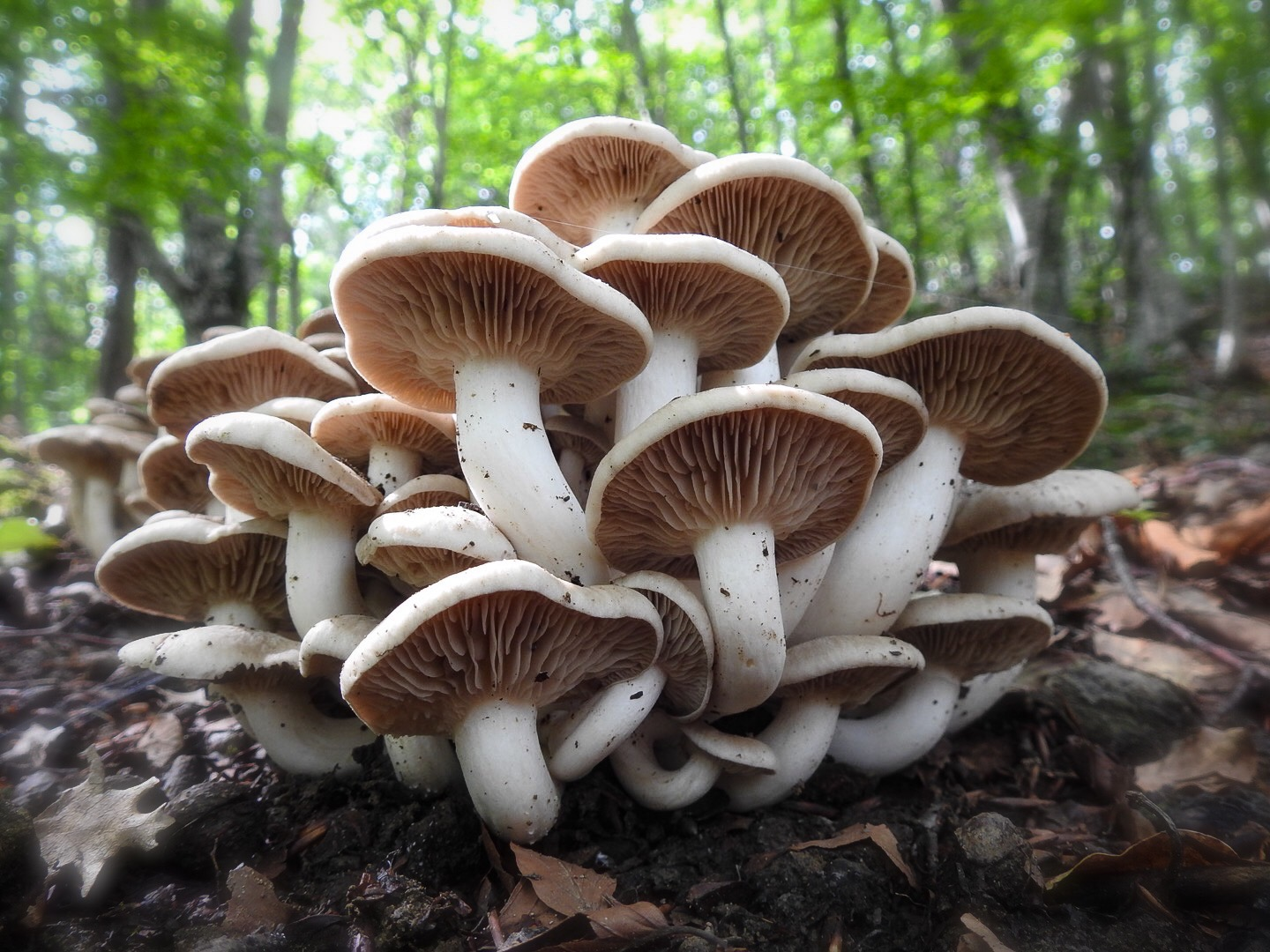
Revers d'una flota de carner cendrós (Lyophyllum fumosum)

## Iconografia

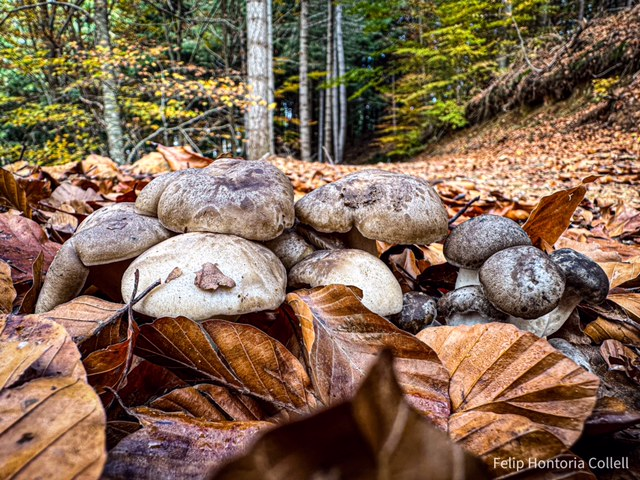
Flota de carner cendrós (Lyophyllum fumosum)

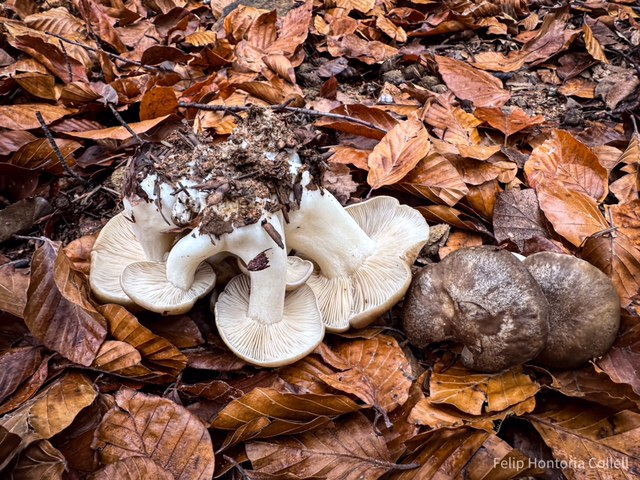
Detall de les làmines

Lange JE. (1940): Flora agaricina Danica, TAB. 39 D. ''Lyophyllum fumosum'' as ''Clitocybe conglobata''
Bresadola G. (1927): Iconographia Mycologica Vol. IV: Tab. CLI

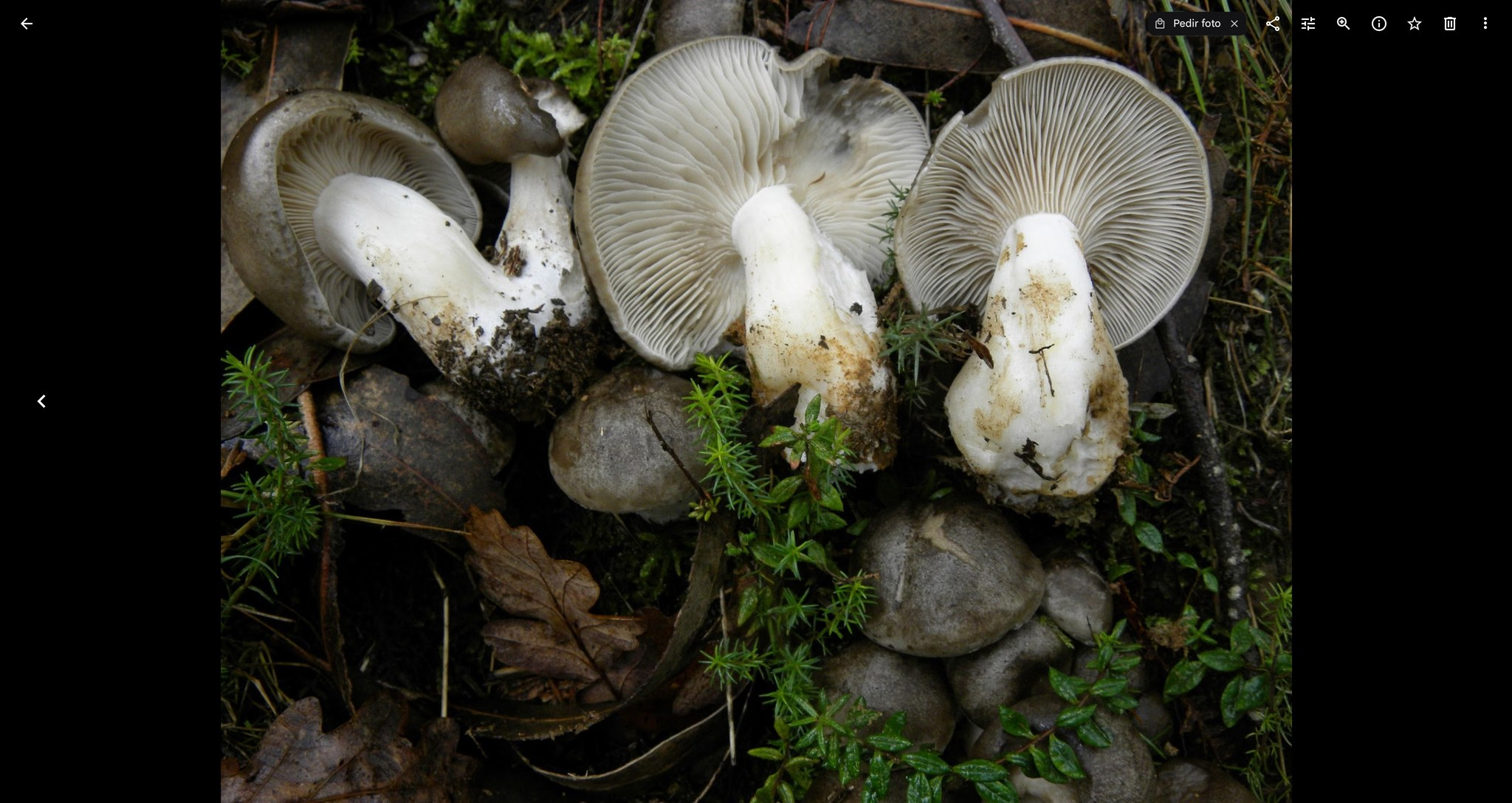
Revers de carner cendrós (Lyophyllum fumosum)

Hoyo MP et al (2004): p. 39

## Descripció
Barret de 2.5 - 7 (10) cm de diàmetre; ferm, carnós, elàstic; inicialment hemisfèric més tard estès i aplanat; marge involut durant força temps i ondulat;  llis, de sec a lleugerament viscós, brillant, com enfarinat; superfície de gris cendrosa a gris brunenca, amb fibres radials innates més fosques i que enfosqueixen a mida que s'asseca
Làmines adnates; de 2-4 mm d'amplada; denses; separables; de blanquinoses a grisenques, s'enfosqueixen lleugerament al frec però sense ennegrir; aresta entera.
Cama massissa; cilíndrica, dilatada al peu; de 2.5-5 x 0.5-1.1 cm; de blanca a grisenca; pruïnosa sota les làmines; les cames neixen d'una massa tuberosa, compacta i subterrània
Carn blanquinosa, immutable; consistent, elàstica; blanca; olor farinosa; amargueja de manera tardana al tast.
Espores de 5,4-7,5 x 4,2-5,8 μm; de globoses a subgloboses; llises i hialines, amb una gran gútula citoplasmàtica
Basidis carminòfils; de 31-41.5 x 5-9 11μm, tetraspòrics, claviformes, amb el contingut força refringent. Cistidis no observats.
Cutícula de 20-4 2 μm de gruix, formada per hifes pigmentades de color brunenc vistes al microscopi, de 2,5-7,5 μm d'amplada, més o menys gelatinitzades a l'epicutis. Creixen fasciculats, en grups de nombrosos exemplars, entre 40 i 60, que surten d'un tronc com ú i gruixut, de 30 x 10 cm, de color blanc

## Confusions amb altres espècies
És molt semblant al carner de bruc (Lyophyllum decastes) amb el qual diferents autors consideren que és molt complex de diferenciar. S'ha assenyalat com a detall morfològic diferencial les fibres darials innates i la mida dels basidis (usualment menor de 30 μm en L. fumosum i usualment major de 30 μm en L. decastes). També l'olor de la carn, farinosa, àcida i espermàtica en L. decastes.

## Hàbitat
Des de l'estiu fins a finals de tardor; en flotes denses i de vegades grans;  al voltant de soques i sobre arrels enterrades. Sovint s'ha trobat en llocs on recentment s'havien produït incendis de matolls.

## Distribució geogràfica
Extensament distribuït per Europa, més puntualment a Rússia, Japó, zona de l'Himàlaia i Amèrica del Nord.

## Altres noms comuns
El carner cendrós o flota de bruc cendrosa també s'anomena flota carnera, gírgola d'estepa, gírgola de mòdega i moixernó d'estepa.

## Comestibilitat
És un bolet comestible, molt apreciat pels coneixedors. L'amargor de la carn desapareix en cuinar-lo. Molt adequat per barrejar amb altres espècies.